# Čedomilj Medini
Čedomilj Medini (Dubrovnik, 16. kolovoza 1882. – 1945.?) bio je hrvatski političar i odvjetnik te podnačelnik Šibenika.

## Životopis
Rođen je 16. kolovoza 1882. godine u Dubrovniku gdje je završio Gimnaziju. Studirao je na Sveučilištima u Zagrebu, Beču i Pragu. Doktorirao je pravo 1911. godine. Godine 1914. bio je mobiliziran u austrougarsku vojsku. Nakon osnutka Kraljevine Srba, Hrvata i Slovenaca počeo se politički aktivirati u okviru jugoslavenskih nacionalista.
Bio je zatim najprije član Demokratske stranke, a nakon rascjepa 1924. godine, ulazi u novoosnovanu Samostalnu demokratsku stranku (SDS). Godine 1932. imenovan za gradskog podnačelnika Šibenika. Nakon što je 1930. godine u Beogradu osnovana Jugoslavenska akcija izabran je u njen Središnji odbor. Nakon osnivanja Jugoslavenske narodne stranke (1933.), Medini je postao njen predsjednik za Šibenik.
Na Petosvibanjskim izborima 1935. kandidirao se na listi Jugoslovenskog nacionalnog pokreta (JNP). Nakon ulaska partizana u Šibenik 3. studenog 1944. Medini je bio pretresen i zatvoren. O njegovoj se daljoj sudbini ne zna ništa.

### Članci
- Milovančev, Nikola. 2022. Dalmatinski jugomonarhisti u dokumentima OZNE-e i UDBE-e. Dr. Čedomilj Medini, dr. Vlade Matošić, Slavko Arneri, Vojin Arambašin. Zbornik Janković. Ogranak Matice hrvatske u Daruvaru. Daruvar. 6 (7): 282–327